# Espace Carat
Pour les articles homonymes, voir Carat.
 (juillet 2010).
L'espace Carat – parc des expositions et des congrès d'Angoulême est situé à L'Isle-d'Espagnac, une commune du Grand Angoulême. Inauguré en 2007, l'espace Carat est la plus importante infrastructure modulable de ce type en Charente : elle permet d'organiser toutes sortes d'évènements d'envergure (salons, expositions, spectacles...).

## Historique
C'est en janvier 1997 que la communauté d'agglomération du Grand Angoulême décide de s'équiper d'un nouvel équipement culturel et sportif. Elle organise un concours d'architectes  d'envergure européenne, cinq cabinets sont retenus pour le concours, remporté à l'unanimité par le cabinet breton Axiale architecture dirigé par Serge Bardon.
Le concepteur s'est appuyé sur une connotation de navire avec son étrave arrondie, avec l'eau devant l'étrave avec un spi rouge gonfle avec une vague le long du navire, avec le quai gris (le bâtiment administratif), etc.[pas clair]
En juin 2005, les travaux sont lancés sur un ancien terrain d'aviation (Angoulême Bel-Air) par les quinze maires de la communauté d'agglomération, et la première poutre est posée au mois de novembre de cette même année.
Son ouverture s'effectue en 2007 en présence du maire d'Angoulême, Philippe Motet.
L'espace Carat accueille depuis divers salons et des personnalités de la musique actuelle.

## Description
L'espace Carat comporte un grand hall d'accueil d'une superficie de 500 m2, et deux grandes salles, l'une de 4 500 m2 et une plus petite de 1 000 m2. La capacité maximale de spectateurs est de 7320 places.

## Accès
L'espace Carat est desservi par la rocade Est ainsi que par la STGA (bus : ligne A du Réseau Möbius).

## Concerts notables
- Johnny Hallyday le 13 décembre 2012, le 13 février 2016.

- Michel Sardou le 31 janvier 2013.

- Marc Lavoine le 19 mars 2013.

- Stromae le 22 mars 2014, record d'affluence avec 7300 spectateurs.

- Calogero le 20 janvier 2015.

- Florent Pagny le 02 avril 2015.

- Soprano le 13 novembre 2015.

- Francis Cabrel le 22 novembre 2015.